# Voglio vivere con Letizia
Voglio vivere con Letizia è un film del 1938 diretto da Camillo Mastrocinque, girato a Cinecittà.

## Trama
Bebe, un giovanotto bello e ricco, prima di accontentare i genitori fidanzandosi con Letizia, giovane erede di una nobile famiglia decaduta e senza il becco di un quattrino, vuole vedere chiaro nella situazione: teme infatti che la ragazza finga di amarlo solo per sistemarsi una volta per tutte. 
Chiede allora ad un suo cugino di prendere il suo posto, mentre lui fingerà di essere un pittore squattrinato per potersi così rendere conto delle vere intenzioni della fanciulla. Rincuorato dopo aver scoperto che Letizia è una brava e onesta ragazza, si rivela finalmente a lei, viene perdonato e i due convolano felicemente a nozze.

## Critica
- Questo film ha il raro pregio - raro si riferisce alla produzione italiana - di essere fatto bene. Specialmente la prima parte - la seconda è in confronto un po' tirata via - si può considerare un modello. Mastrocinque rivela qui non soltanto una matura esperienza della macchina da presa e della tecnica cinematografica, ma anche un notevole gusto e una vigile sensibilità, che si avvertono nel taglio dei quadri, nel modo di far muovere gli attori, nel gioco e nelle rifiniture dei dettagli, e assommano nel ritmo della narrazione, la quale risulta scorrevole, vivace e piena d'imprevisti. Una vicenduola di modesto rilievo che avrebbe rischiato di concretizzarsi in meno abili mani in uno dei consueti aborti e che invece ha dato vita a un filmetto - quale vorremmo fossero tutti quelli italiani di normale produzione - accorto, spigliato e divertente. (Lino De Joanna, "Il Popolo di Roma", 30 gennaio 1938)
- Voglio vivere con Letizia è un filmetto tanto divertente quanto simpatico. Non vi si raccontano né cose peregrine né mirabolanti (il ricco giovin signore che si finge povero per avere la certezza di essere amato per se stesso e non per i suoi milioni); ma la semplice, plausibile vicenda è raccontata con molto garbo, con la trovata o la trovatina puntuale, messa lì senza parere, e perciò tanto più efficace. Ciò che in questa commediola assai piacevole dev'essere sottolineato è soprattutto il fatto che vi si racconta ciò che vi dev'essere raccontato [...]. (Mario Gromo, "La Stampa", 20 febbraio 1938)
- «Sono sicuro che tra qualche anno, quando questo periodo di prova sarà finito, quando saranno svaniti gli ultimi fumi della Bengodi cinematografica, quando si lavorerà con più serietà, passeremo gli altri in tromba e saremo nelle primissime posizioni». Queste fiducie, recentemente espresse da Vittorio Mussolini, non manifestano soltanto il necessario ottimismo di chi si accinge a costruire; rivelano una sollecita e ragionata osservazione dei sintomi che, per quanto ancora in germe, per quanto ancora parziali e frammentari, non potranno che finire col saldarsi e orientarsi organicamente, sprovincializzando il cinema italiano e portandolo su un piano mondiale. [...] Buoni attori, fotografia piana e sobria, nella sceneggiatura un fondo più piccante e risentito [...] la satira nostalgica che la borghesia fa dei propri usi ed amori – la premiazione nel collegio di suore, il "mito" della signorina, la visita alla mostra di pittura – E d'altronde oggi in Italia ben venga l'involucro, che per il nucleo non abbiamo paura. (Giacomo Debenedetti, "Cinema", 23 febbraio 1938)

## Curiosità
- "Esemplare film di involucro. Secondo il Centro Cattolico, "opportuni e facili emendamenti ne consentono la presentazione anche in sala parrocchiale".